# Winda w Książnicy Polskiej w Olsztynie

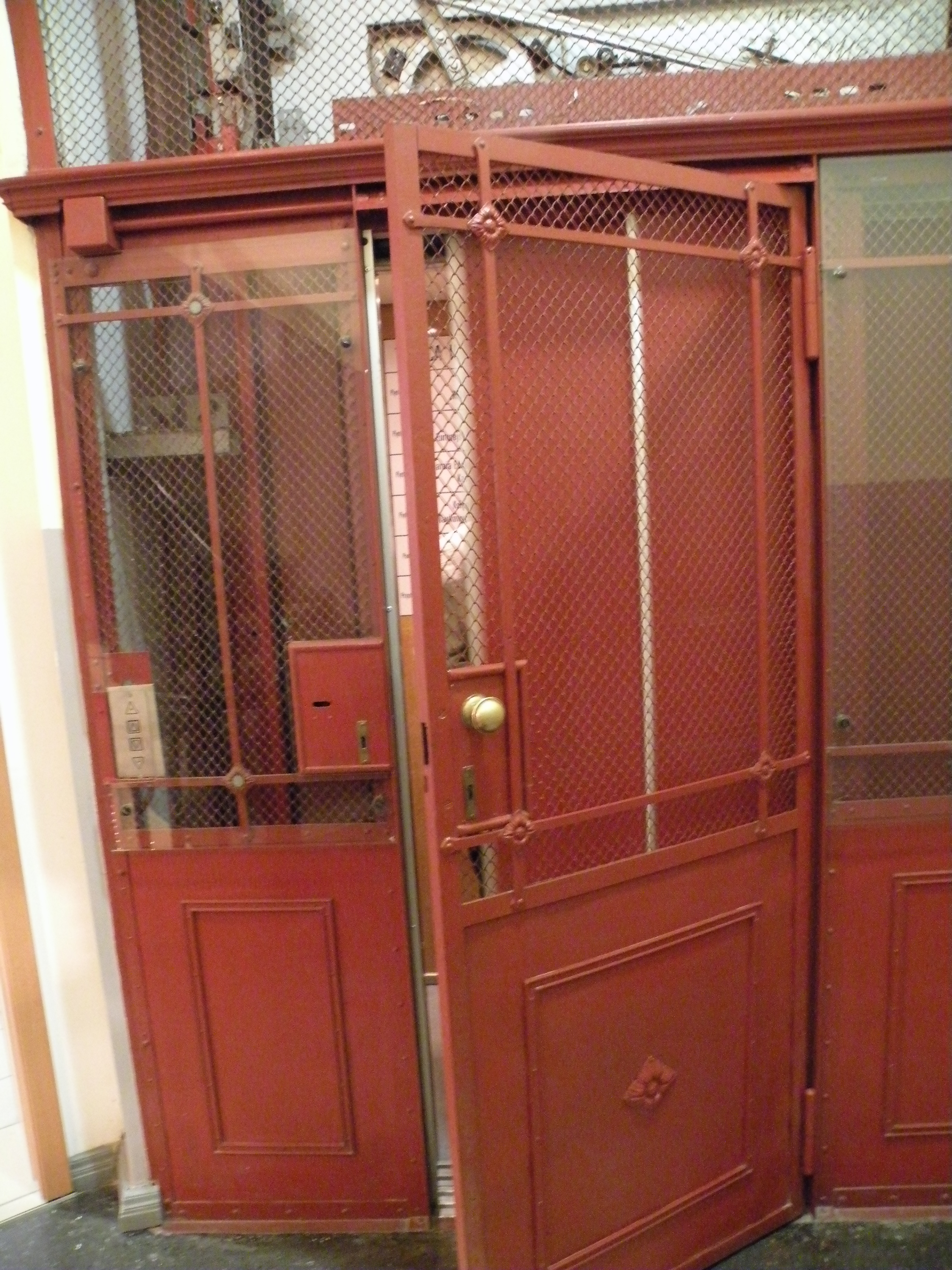
Najstarsza winda w Olsztynie

Winda w Książnicy Polskiej w Olsztynie – winda osobowa znajdująca się budynku Książnicy Polskiej przy placu Jana Pawła II w Olsztynie. Jest jedną z najstarszych w Europie i prawdopodobnie najstarszą w Polsce czynną windą osobową.

## Historia
Brak jest dokumentów na temat jej zamontowania, ale gmach powstał w latach 1910-1912. W opinii Jerzego Okuniewskiego, prezesa zarządu Książnicy Polskiej, pięciopiętrowy budynek musiał być wyposażony w windę. Z tego wniosek, że jest równie stara jak kamienica.
Na parterze budynku, gdzie znajduje się dziś księgarnia, od samego początku znajdowały się sklepy, księgarnie i biura. Winda służyła wygodzie lokatorów eleganckich mieszkań na piętrach. Producent windy nie jest znany (po wojnie pozrywano tabliczki), ale maszynownię wykonała niemiecka firma C. Herram-Findeisen w Chemnitz-Gablenz. Do napędu zastosowano silnik elektryczny Danziger-Werft. Nowy silnik wmontowano w 1959 r., a po awarii systemu napędowego, od połowy lat 60. dźwig był już wyłączony z ruchu. Jednak ze względu na swój wiek wpisano go w 1991 r. do rejestru zabytków, a po renowacji ruszył na nowo w 2000 r.
Pomimo sędziwego wieku i długiej przerwy winda zachowała się w znakomitym stanie. Secesyjny fronton ozdobiony jest misternymi motywami roślinnymi. Ma on różną wysokość na poszczególnych piętrach; najwyższą na parterze – 4,16 m, a najniższą na III piętrze – 3,15 m.
Do windy wchodzi się drzwiami na lewo od wejścia głównego. Mniej więcej równa wiekiem olsztyńskiej jest tylko winda w słupskim Domu Towarowym Słowiniec.